# Hoenzadriel
Hoenzadriel is een dorpje in de gemeente Maasdriel, provincie Gelderland, Nederland. Het dorpje heeft 225 inwoners (per 1 januari 2023). Hoenzadriel is gelegen op de noordoever van de Maas in de Bommelerwaard.

## Kerk
De gereformeerde kerk van Hoenzadriel uit 1939 aan de Kievitsham werd in 1975 onttrokken aan de eredienst. Het gebouw is verbouwd tot woonhuis, maar heeft met zijn kleine torenspits het karakteristieke uiterlijk behouden.

## Nabijgelegen kernen
Kerkdriel, Hedel, Velddriel